# جو برودهيرست
جو برودهيرست (بالإنجليزية: Joe Broadhurst)‏ (1862 في المملكة المتحدة - ) هو لاعب كرة قدم بريطاني (وحمل سابقاً جنسية المملكة المتحدة لبريطانيا العظمى وأيرلندا) في مركز الوسط. لعب مع ستوك سيتي.